# Jan Truijen
Petrus Johannes (Jan) Truijen (Weert, 24 maart 1838 - Meijel, 14 november 1919) was een Nederlands politicus. Hij was een dorpsburgemeester uit de Limburgse Peel, die van 1894 tot 1901 katholiek afgevaardigde voor het kiesdistrict Weert in de Tweede Kamer was. Hij behoorde in de Kamer tot de groep van de Bahlmannianen en die van de katholieken.
Truijen kwam uit een boerengezin en was nadien landmeter en gemeentesecretaris van Meijel. Hij volgde zijn vader op als raadslid en wethouder in de gemeente Weert en werd later wethouder en burgemeester in Meijel. Hij was ook voorzitter van de Limburgse Boerenbond. In de Kamer was hij geen opvallende verschijning. Als burgemeester speelde bij echter een belangrijke rol bij de ontwikkeling van de landbouw in de Peel.
Van 1886 tot 1919 was hij eveneens in de Provinciale Staten van Limburg afgevaardigd.
- Biografisch Portaal: 12084500
- International Standard Name Identifier: 0000 0003 9269 7935
- Nederlandse Thesaurus van Auteursnamen: 170589153
- Parlement.com: vg09llb1qqyw
- Virtual International Authority File: 286828163
- WorldCat: E39PBJqk8pVp6k3mxV6wpjD6rq